# 亮叶槭
亮叶槭（学名：Acer lucidum）是无患子科槭属的植物，是中国的特有植物。分布于中国大陆的广东、广西等地，生长于海拔800米至1,200米的地区，多生长在石质山坡疏林中，目前已由人工引种栽培。

## 别名
蝴蝶槭（植物分类学报）、蝴蝶花（广东）、红翅槭（广西桂林）